# Exetastes rufifemur
Exetastes rufifemur är en stekelart som beskrevs av Horstmann och Yu 1999. Exetastes rufifemur ingår i släktet Exetastes och familjen brokparasitsteklar. Arten är reproducerande i Sverige. Inga underarter finns listade i Catalogue of Life.